# Équipe cycliste Vision 1
L'Vision 1 est une ancienne équipe cycliste professionnelle féminine basée au Royaume-Uni. Elle se construit autour de la Galloise Nicole Cooke. Elle n'a existé qu'une année.

## Classements UCI
Ce tableau présente les places de l'équipe au classement de l'Union cycliste internationale en fin de saison, ainsi que la meilleure cycliste au classement individuel de chaque saison.
| Année | Classement par équipes | Meilleure coureuse au classement individuel |
| 2009  | 10e                    | Nicole Cooke (14e)                          |

L'équipe a intégré la Coupe du monde dès sa création en 2009. Le tableau ci-dessous présente les classements de l'équipe sur ce circuit, ainsi que sa meilleure coureuse au classement individuel.
| Année | Classement par équipes | Meilleure coureuse au classement individuel |
| 2009  | 14e                    | Nicole Cooke (12e)                          |

## Principales victoires

### Championnats nationaux
Cyclisme sur route
- Championnats de France sur route : 1
  - Course en ligne : 2009 (Christel Ferrier-Bruneau)
- Championnats de Grande-Bretagne sur route : 1
  - Course en ligne : 2009 (Nicole Cooke)

Cyclo-cross
- Championnats de Grande-Bretagne de cyclo-cross : 1
  - Élites : 2009 (Helen Wyman)

## Encadrement
Le gérant de l'équipe est Gayle Howells. 

## Vision 1 en 2009

### Effectif
| Effectif 2009                     | Effectif 2009     | Effectif 2009 | Effectif 2009                |
| Cycliste                          | Date de naissance | Pays          | Équipe précédente            |
| --------------------------------- | ----------------- | ------------- | ---------------------------- |
| Nicole Cooke                      | 13 avril 1983     | Royaume-Uni   | Team Halfords Bikehut (2008) |
| Katie Curtis                      | 1 novembre 1988   | Royaume-Uni   |                              |
| Gabriella Durrin (1 janv.–31 mai) | 1 décembre 1984   | Royaume-Uni   | Team FBUK (2006)             |
| Christel Ferrier-Bruneau          | 8 juillet 1979    | France        | Les Pruneaux d'Agen (2007)   |
| Jacqueline Garner (1 juin–1 déc.) | 31 octobre 1989   | Royaume-Uni   |                              |
| Danielle King                     | 21 novembre 1990  | Royaume-Uni   |                              |
| Debby van den Berg                | 23 août 1980      | Pays-Bas      | Global Racing Team (2007)    |
| Aurore Verhoeven                  | 15 janvier 1990   | France        |                              |
| Vicki Whitelaw                    | 2 janvier 1977    | Australie     |                              |
| Helen Wyman (1 janv.–31 mai)      | 4 mars 1981       | Royaume-Uni   | Global Racing Team (2007)    |
|                                   |                   |               |                              |
| Source : Cycling Archives         |                   |               |                              |

### Victoires

#### Sur route
| Date    | Course                                              | Pays        | Classe | Vainqueur                |
| ------- | --------------------------------------------------- | ----------- | ------ | ------------------------ |
| 12 juin | 2e étape du Emakumeen Bira                          | Allemagne   | 2.1    | Nicole Cooke             |
| 13 juin | 3e étape secteur b du Emakumeen Bira                | Allemagne   | 2.1    | Nicole Cooke             |
| 20 juin | 2e étape du Tour du Trentin-Haut-Adige-Tyrol-du-Sud | Italie      | 2.1    | Nicole Cooke             |
| 20 juin | Tour du Trentin-Haut-Adige-Tyrol-du-Sud             | Italie      | 2.1    | Nicole Cooke             |
| 25 juin | Championnats de France sur route                    | France      | CN     | Christel Ferrier-Bruneau |
| 27 juin | Championnats de Grande-Bretagne sur route           | Royaume-Uni | CN     | Nicole Cooke             |

#### En cyclo-cross
| Date         | Course                                         | Pays        | Classe | Vainqueur                |
| ------------ | ---------------------------------------------- | ----------- | ------ | ------------------------ |
| 11 janvier   | Championnats de Grande-Bretagne de cyclo-cross | Royaume-Uni | CN     | Helen Wyman              |
| 19 septembre | Redmond                                        | États-Unis  | C2     | Helen Wyman              |
| 11 novembre  | Saint-Quentin                                  | France      | C2     | Christel Ferrier-Bruneau |
| 8 décembre   | Faè                                            | Italie      | C2     | Helen Wyman              |

### Classement UCI
| Rang | Coureuse                 | Points |
| ---- | ------------------------ | ------ |
| 14   | Nicole Cooke             | 384    |
| 63   | Vicki Whitelaw           | 83     |
| 112  | Christel Ferrier-Bruneau | 34     |
| 353  | Danielle King            | 3      |